# Anaxagore
Pour les articles homonymes, voir Anaxagore (homonymie).
Anaxagore (en grec ancien : Ἀναξαγόρας / Anaxagóras), dit « de Clazomènes » né dans cette cité d’Ionie (près de Smyrne, en Asie Mineure) vers 500 av. J.-C., est un philosophe présocratique grec ; il est mort en 428 à Lampsaque.
Considéré comme « le plus grand penseur du milieu du Ve siècle av. J.-C. », Anaxagore s’est entièrement consacré à la recherche savante et à l’explication rationnelle des phénomènes naturels. Il prolonge l’esprit des penseurs ioniens : il a d’abord adhéré à la philosophie d’Anaximène dont il retient la recherche d’un principe matériel qui soit en même temps illimité ; dans son traité De la Nature, il décrit les étapes de la formation de l’univers, selon un processus cosmogonique d’où sont bannies toute naissance et toute destruction : puisque rien ne saurait naître du néant, ni non plus y retourner, Anaxagore affirme que « les choses qui sont » se réunissent ou se dissocient dans un processus sans fin. À l’opposé de la physique de Leucippe et des atomistes, la physique d’Anaxagore apporte une solution au problème de l’origine du mouvement dans l’univers et à la question de sa vie ou de sa mort, à une époque où les écoles philosophiques « rivalisaient d’ingéniosité pour inventer le dispositif sauveur qui garantît la permanence du devenir cosmique. »
Pour la première fois, le principe qui régit le monde est conçu à l’image de l’intelligence humaine : l’Esprit universel, le Noûs cosmique, a pénétré la totalité de la matière originelle mêlée et y a introduit ordre et raison en lui imprimant un mouvement tourbillonnaire. À l’intérieur de ce monde, tout se combine et se transforme dans un processus qui préfigure le principe physico-chimique de Lavoisier. Un tel univers régi par l’Esprit ne laissait guère de place aux dieux traditionnels, et suscita contre Anaxagore un procès pour impiété. Son apport essentiel dans l’histoire de la philosophie tient à cette cosmologie finaliste régie par l'action d’un Esprit omniprésent mais dont les impulsions annoncent les conceptions mécanistes de l’univers. Selon André Laks, le « rôle recteur qu’Anaxagore assigne à l’Intellect dans l’explication du monde explique qu’il ait été considéré, au sein de la tradition philosophique, ancienne et moderne, comme le premier philosophe de l’Intellect – voire de l’Esprit ».

## Biographie
Fils d’Hégésibule, Anaxagore a donné des cours à Athènes pendant près d'une trentaine d'années, à partir de 450 av. J.-C. ; Socrate l'aurait peut-être connu. Il a été le premier philosophe à s’établir à Athènes, où il eut Périclès et Euripide pour élèves.

### Le philosophe
Selon le témoignage de plusieurs doxographes, la vie d’Anaxagore incarne mieux qu’aucune autre le type par excellence du philosophe contemplatif : Plutarque indique qu’il abandonna sa maison et son patrimoine à sa famille et laissa des terres en friche, sous le coup d’une inspiration divine et par grandeur d’âme ; Plutarque souligne ainsi la « grande différence entre la vie du philosophe contemplatif qui applique sa pensée au Beau, et celle de l’homme d’État ». Cette hauteur de pensée chez Anaxagore est également attestée par Diogène Laërce. Anaxagore lui-même estimait que le bonheur de l’homme ne vient « ni de la richesse ni de la puissance », mais peut-être d’une vie juste, pure, dénuée de souffrance, et ayant part à une contemplation divine. À la question de savoir à quoi bon choisir de naître et de vivre, il répondait : « pour contempler les cieux et l’ordre de tout l’univers. »
Les commentateurs modernes relèvent comme un des traits dominants du caractère d’Anaxagore la prudence froide et austère d’un penseur scientifique, car Anaxagore fait aussi figure de rationaliste éclairé, en lutte contre les superstitions : il aurait prédit en 467- 466 la chute d’une météorite près d’Aigos Potamos après le passage d’une comète. Vers 450 av. J.-C., son traité fait l’objet d’une lecture publique à Athènes, en présence de Socrate, épisode dont témoigne le Phédon de Platon (97 b-c) ,; dans cette ville, où il est l’ami de Périclès, il fréquente un groupe prestigieux d’artistes et d’intellectuels. Selon Proclus, Anaxagore s’est beaucoup intéressé à l’étude de la géométrie ; il connaît les travaux mathématiques d’Antiphon, son contemporain, pour tenter de résoudre le problème de la quadrature du cercle : il y consacre ses loisirs forcés dans la prison d’Athènes, traçant des dessins géométriques relatifs à ce problème, qui ont sans doute nourri sa conception de l’univers en expansion à partir du centre de la masse primordiale vers la périphérie.
Disciple d'Anaximène, il introduit le concept de « Noûs » (en grec Nοῦς), l’Intelligence organisatrice et directrice du monde. Ce terme devint même son surnom, « Noûs », l'« Esprit », car il soutenait que l'Intelligence était la cause de l'univers. À l'inverse de nombre de penseurs grecs, il méprise la sphère politique et clame que seul le Cosmos importe. Ce dernier serait formé de substances diverses qui n'auraient ni naissance ni fin mais s'agenceraient seulement par combinaisons et séparations. Il est le premier Grec à aborder le problème de la quadrature du cercle ; ses voyages en Égypte lui permettent de perfectionner ses connaissances. Pour Empédocle, par l'action du ciel, la Terre reste tranquille par l'effet d'un tourbillon qui l'entoure ; pour Anaxagore, Anaximène et Démocrite, elle est une vaste et plate huche. Il enseignait que la lune, formée de terre, reflétait la lumière du soleil, qui est une pierre chaude plus grande que le Péloponnèse, comme Parménide : au dire de Platon, cette théorie, qu'il donnait comme sienne, sur la lumière de cette planète, était une opinion beaucoup plus ancienne.

### Procès pour impiété et fin de vie
Devenu vieux, et négligé par son ami Périclès qui était trop occupé, il se coucha, se voila la tête et voulut se laisser mourir de faim. Selon Plutarque, Périclès accourut chez son ami et déplora « non pas le sort du philosophe mais le sien, s’il devait perdre un tel conseiller politique. Alors Anaxagore se dévoila et lui dit : “Ô Périclès, ceux qui ont besoin de la lampe y versent de l’huile.” » 
Anaxagore fut traduit en justice dans un procès pour impiété, vers 437 av. J.-C. Sur proposition du devin Diopeithès, Cléon venait de faire voter à Athènes, en 432-431, un décret qui autorisait à poursuivre « ceux qui nient les choses divines ou qui répandent dans leur enseignement des théories sur les phénomènes célestes »,. Ses adversaires lui reprochaient sa théorie cosmique : là où le regard théologique voyait des dieux dans les astres, lui ne les considérait que comme des masses incandescentes. Accusé de ne pas respecter le panthéon grec, et de ramener les astres à de simples pierres, il fut condamné à mort par contumace, mais échappa à la sentence grâce à son ami Périclès, et il s'exila à Lampsaque, une colonie de Phocée en Asie mineure. On lui apprit en même temps sa condamnation et la mort de ses enfants : « La nature nous avait, eux et moi, condamnés depuis longtemps », dit-il, et il les enterra de ses propres mains.
Il mourut à Lampsaque en 428 av. J.-C.

## La cosmologie d’Anaxagore
La cosmologie d’Anaxagore est exposée dans l’unique ouvrage dont il est l’auteur, Περί Φύσεως, De la nature ; il ne subsiste de ce traité que quelques fragments, un peu plus d’une vingtaine, presque tous conservés par Simplicius, auxquels s’ajoute une importante série de témoignages. Anaxagore est également platiste, c'est-à-dire qu'il considérait la Terre comme plate.

### Tout se transforme
Publié vers 430, ce traité coïncide avec l’acmé de Leucippe dont Anaxagore connaissait les théories : selon toute vraisemblance, il a eu la volonté de critiquer le système de l’atomisme au moins sous sa première forme. Chez tous les penseurs antérieurs ou contemporains, depuis Parménide, Empédocle, Leucippe, Xénophane et Héraclite, jusqu’au Timée de Platon, la grande question qui se posait consistait à expliquer comment l’énergie cosmique pouvait continuer à faire fonctionner le monde : comment se fait-il que la vie de l’univers, — mouvements des corps, rayonnement de lumière et de chaleur, transformation des états de la matière, croissance et reproduction des êtres vivants — ne cesse pas par épuisement ? Certains penseurs, comme Anaximandre et Empédocle avaient envisagé un devenir cyclique, comportant une récupération des énergies de manière à assurer la permanence dynamique du cosmos. Pourtant l’expérience sensible sur Terre montrait une dissipation irréversible des énergies et l’extinction progressive de tous les mouvements. La physique d’Anaxagore représente une solution nouvelle et originale à ce problème, et propose en même temps une conception neuve de la substance.
Refusant le concept du « non-être » et de ses productions, Anaxagore rejette également la thèse des quatre éléments d’Empédocle et sa conception d’une restitution des énergies cosmiques. Il est à l'origine d’une formule qui fera fortune : « Rien ne naît ni ne périt, mais des choses déjà existantes se combinent, puis se séparent de nouveau,. » Il postule en effet deux principes essentiels, d’une part le principe de conservation ou « négation du devenir », d’après lequel rien ne saurait se créer du néant : être et matière ne se produisent ni ne se créent, mais se transforment. Toute création apparente n’est en réalité qu’une transformation de choses existantes ; cette conception sera reprise par Lavoisier qui énonce en 1789 le même principe de conservation de la matière à travers la phrase bien connue : « Rien ne se perd, rien ne se crée, tout se transforme ». Toutefois ces deux formules n'ont pas exactement le même sens : celle d'Anaxagore s’applique dans un système métaphysique, et celle de Lavoisier dans la chimie expérimentale, deux paradigmes fondamentalement différents. Anaxagore conçoit l’univers comme un monde clos où se réalisent deux types de mouvements : « Tout se trouve composé et discriminé à partir des choses qui existent », écrit-il dans le fragment 17 ; ainsi s’opère un double processus de dissociation ou différenciation de la matière, en grec διάκρισις, suivi d’une combinaison (σύγκρισις) à l’origine des entités composées. Mais Anaxagore utilise aussi une terminologie de la différenciation organique, ἀπόκρισις, qui suppose un mécanisme spécifique.

### Propriétés infinies de la matière
Il énonce d’autre part le principe de l’infini de petitesse, d’après lequel la matière est quantitativement finie, mais ses propriétés — ce qu’Aristote appellera la qualité — sont divisibles à l’infini. La composition de la matière primordiale chez Anaxagore admet une quantité quasi infinie d’éléments, et elle constitue un réservoir inépuisable d’oppositions qualitatives ; ainsi, les premières matières qualifiées que la dissociation dégage de cette masse primordiale sont l’air et l’éther, au sein desquels se forment les nuages par séparation du dense et du léger, du chaud et du froid, du lumineux et de l’obscur. Anaxagore précise même que ces parcelles de matière nouvellement soumises à la différenciation sont entraînées dans des trajectoires circulaires et se superposent au centre du monde ou à la périphérie : « Le dense, l’humide, le froid et l’obscur se sont rassemblés ici-bas, là où se trouve désormais la Terre ; au contraire, le rare, le chaud et le sec ont gagné la partie la plus éloignée de l’éther. » Ces polarités opposées peuvent être chacune dans des proportions et des degrés variables, et la série de leurs dissociations, en progression géométrique, est illimitée, en vertu de la structure infinitésimale de la matière. Les qualités de cette matière restent indéfiniment mélangées, aussi loin qu’on puisse pousser leur différenciation  ; celle-ci ne permet donc pas d’isoler des constituants ultimes, ce que suggère le fragment 3 : « Dans le petit, on ne saurait trouver un dernier degré de petitesse, mais il y a toujours un encore plus petit, car il n'est pas possible que l'être soit anéanti par la division ». On décèle dans ce fragment une critique de la théorie atomiste de Leucippe, la seule théorie qu’Anaxagore peut avoir connue (et non celle de Démocrite, plus tardif). Avec cet infini de petitesse, et en postulant « un monde unique » (ἐν τῷ ἑνὶ κόσμῳ), Anaxagore prenait l’exact contre-pied de l’hypothèse initiale de l’atomisme, dont il raille même le processus de division cher à Leucippe et qui sera repris par Démocrite, la διαίρεσις / diaïresis, en le comparant, dans le fragment 8, au travail grossier du bûcheron : « Les choses ne sont pas davantage séparées d’un coup de hache, le chaud séparé du froid, et le froid du chaud ». Aucune propriété ne peut donc être isolée, dans aucun fragment de la matière, aussi petit soit-il.

### Le Noûs
Au commencement de cette œuvre, Anaxagore décrit, dans un style élevé, l’état originel et indifférencié du monde, ce mélange primitif de toutes choses qu’il appelle le « Tout ensemble » (πάντα ὁμοῦ). Selon Charles Mugler, cet infini illimité primitif est le vide, et la « multiplicité enveloppante » (πολὺ τὸ περιέχον) évoquée dans le fragment 2, est le néant : ainsi, « le non-être d’Anaxagore n’est pas nié, il ne s’oppose pas à l’être. Il se confond avec la plénitude de l’être dans le πάντα ὁμοῦ », le mélange primitif de toutes choses. Anaxagore réussit à relever le défi de Parménide et à plier le non-être à l’existence. « Toutes les choses étaient ensemble, illimitées en nombre et en petitesse. Ensuite vint un Intellect qui les mit en ordre. » Dans ce système cosmologique, le rôle central est en effet dévolu à l’Intelligence, le Noûs (en grec ancien Nοῦς) considéré comme « la plus pure et la plus fine des choses qui sont ». Dans le fragment 12, Anaxagore se le représente comme une substance matérielle particulièrement subtile, exempte de tout mélange (ἀμιγής). Le qualificatif ἄπειρος qu’Anaxagore lui applique au sens de « dépourvu de frontières intérieures », souligne sa pureté : « L’Intellect, maître absolu, n’est mélangé à aucune chose car il existe seul et par lui-même. Toutes les choses qui ont une âme sont toutes sous l’empire de l’Intellect. C’est l’Intellect qui a exercé son empire sur la révolution universelle, de telle sorte que c’est lui qui a donné le branle à cette révolution. » Le Noûs est ainsi défini par tous les caractères qu’Aristote attribuera, un siècle plus tard, au Premier Moteur de sa Métaphysique : unité, pureté, omniscience, omnipotence, cause motrice. Il est le premier être à connaître les choses par l’activité de différenciation qu’il opère et qui sépare progressivement l’air humide de l’air sec, l’eau de l’air humide, la terre de l’eau. Puissance téléologique en tant que cause motrice, cette Intelligence est conçue comme principe du mouvement circulaire de rotation cosmique (περιχώρησις), qui s’applique aussi bien au circuit des astres qu’à la perturbation initiale à l’origine de la formation du monde. Tout en possédant la connaissance et la volonté , cette Intelligence n’est pas conçue de manière anthropomorphique, comme le démiurge du Timée de Platon. En tant qu’énergie, le Noûs ordonne le monde : c’est l’Intelligence organisatrice qui met en œuvre le processus de différenciation ou dissociation (διάκρισις) de la matière et l'être. C’est pourquoi cette thèse d’Anaxagore, bien que fournissant une tentative d’explication cosmogonique, est jugée avant tout comme métaphysique par les commentateurs.
Le système de pensée d’Anaxagore est complexe : il est le premier à avoir exploité les paradoxes de l’infinité (ἄπειρον), avec comme conséquence par exemple que certains infinis qualitatifs (à distinguer de l’infini quantitatif de Zénon) sont plus grands que d’autres. Il pose de difficiles problèmes d’interprétation, portant aussi bien sur la matière et le mélange primitif des substances et de mystérieuses « semences » (σπέρματα) en nombre infini, mais aussi sur le principe de l’inhérence universelle (autrement dit la thèse qu’il n’existe pas d’élément à proprement parler). En effet, « toute chose possède une portion de toute chose. », principe qu’Anaxagore a tiré du phénomène de la nutrition : constatant que, des aliments que nous absorbons sortent le sang, les cheveux, les os, il en aurait déduit que « tout est dans tout ». Mais énoncée sous cette forme, cette conclusion n'est pas vraie, seules certaines choses étant contenues dans d’autres. Il résulte de ce principe d’inhérence universelle que « aujourd’hui encore, toutes les choses sont ensemble comme elles étaient au commencement ».

## Les homéomères
Le désaccord des interprètes d’Anaxagore sur la question des homéomères est complet,.
L’emploi même du terme d’homéomères, (en grec ὁμοιομερῆ), pour parler des substances de la physique d’Anaxagore, bien qu’usuel depuis l’antiquité chez les doxographes et les exégètes modernes, a soulevé bien des problèmes ; il prête à confusion et rend impossible la compréhension de la théorie de la matière dans sa cosmologie. Pour André Laks, « ce terme ne remonte certainement pas à Anaxagore » ; Jean-Paul Dumont précise que « ce terme a sans doute été forgé par Aristote pour rendre compte du système du Clazoménien. » Le mot n’apparaît pas en effet dans les fragments conservés d’Anaxagore, mais appartient au vocabulaire d’Aristote. Dans la terminologie aristotélicienne de la matière, les homéomères sont « formés de parties semblables ou analogues au tout » : ils qualifient aussi bien les fragments homogènes des composants naturels (bois, or) ou organiques (cheveux, sang ou os), que les corps simples et primordiaux, c’est-à-dire les éléments ultimes. Ainsi, les homéomères dont parlent Aristote et ses successeurs à propos d’Anaxagore spécifient la matière en particules élémentaires et invisibles en quantité infinie ; or, ainsi définis, ces homéomères entrent en contradiction avec la conception péripatéticienne de la matière, entendue comme continue et illimitée, et ne faisant aucune place au vide. René Thom constate qu’« Aristote — seul penseur du continu — a eu conscience de la difficulté ».
En fait, l’erreur provient d’Aristote lui-même : le professeur Charles Mugler, spécialiste des présocratiques, l’a démontré clairement, dès 1956, dans un article détaillé, et à sa suite, Isidoro Muñoz Valle a fait de même : « En réalité, Aristote a cru qu’Anaxagore considérait comme éléments (c’est-à-dire des corps simples) les substances homogènes (ὁμοιομερῆ). » C’est à tort en effet qu’Aristote parle d’« éléments » (στοιχεῖα) à propos du système d’Anaxagore, alors que de telles entités n’existent pas chez lui ; Charles Mugler estime donc qu’« il faut restituer à ce terme le sens qu’il a eu chez le Clazoménien avant d’être interprété de travers par Aristote et ses successeurs. » Il définit les homéomères chez Anaxagore comme des particules de matière où « un certain état de différenciation, grâce auquel un faisceau de qualités prédomine sur les autres, caractérise le fragment dans toute son étendue. Les homéomères, loin d’être des réalités matérielles indivisibles à qualités isolées, sont donc des volumes de matière parfaitement divisibles et susceptibles, d’ailleurs, de nombreuses formes d’après Aétius, dans lesquels la subdivision purement mécanique n’arriverait pas à isoler une qualité de sa fusion étroite avec les autres, ni même à en changer le degré de présence. » Le philosophe André Laks reconnaît lui aussi ce « principe de domination », ou de prédominance, qui régit les homéomères chez Anaxagore ; c’est lui qui règle l’équilibre interne de la répartition de certaines qualités au sein des fragments de la matière, quelque petits que soient ces fragments. L’existence des homéomères ainsi conçus explique la proposition d’Anaxagore selon laquelle tout fragment de matière contient une part de toute qualité, proposition énoncée sous la forme « tout contient une partie de tout ».

## Astronomie
Anaxagore rompt avec les divinités anthropomorphiques et l'astrolâtrie en considérant que le Soleil, la Lune et les étoiles sont des masses de terre incandescentes qui se sont détachées de la Terre. C’est à Anaxagore que revient le très grand mérite d’avoir découvert la cause physique des phases de la Lune, par une explication qui relève de l’optique géométrique : « Thalès, Anaxagore et Platon s’accordent pour considérer que les cycles mensuels de la Lune sont l’effet de sa conjonction avec le soleil qui l’éclaire alors », puisque la Lune n’a pas de lumière qui lui soit propre. Anaxagore a également compris que « l’éclipse de Soleil se produit quand sa lumière est interceptée par la Lune à la Nouvelle Lune »,.
Selon Diogène Laërce, Anaxagore est le premier auteur à publier un livre avec des dessins ou diagrammes. C'est la plus ancienne mention de l'existence d'un livre illustré. On notera cependant la découverte de papyrus égyptiens illustrés de schémas de géométrie, très antérieurs à l'époque d'Anaxagore, comme le papyrus Rhind, mais qui ne constituent pas à proprement parler un « livre » portant un nom d’auteur.

## Biologie
Théophraste rapporte au Livre III de son Histoire des plantes que selon Anaxagore, la semence de toute chose est contenue dans le vent ; contenues dans l'eau des pluies, ces semences donnent naissance aux plantes.
S’agissant de la sensation et en particulier de la perception visuelle, il est impossible de se faire une idée claire de la manière dont Anaxagore concevait son mécanisme, d’après les indications vagues de Théophraste,. Ce dernier se bornait à constater que la vue résultait de la réflexion de la lumière dans la pupille ; au témoignage de plusieurs doxographes, la position soutenue par Anaxagore consistait à considérer les sensations comme trompeuses, et à rejeter la validité des sens, qui sont trop peu assurés : « Étant donné la faiblesse de nos sens, nous ne sommes pas à même de disposer d’un critère du vrai. »

## Honneurs
L'astéroïde (4180) Anaxagore porte son nom.